# オリバーレス伯公爵騎馬像
『オリバーレス伯公爵騎馬像』（オリバーレスはくこうしゃくきばぞう、西: Gaspar de Guzmán, conde-duque de Olivares, a caballo、英: Gaspar de Guzmán, Count-Duke of Olivares, on Horseback）は、バロック期のスペインの巨匠ディエゴ・ベラスケスが1636年ごろにキャンバス上に油彩で制作した騎馬肖像画である。モデルのガスパール・デ・グスマン・イ・ピメンテル（Gaspar de Guzmán y Pimentel) 、オリバーレス伯公爵は、1623年にベラスケスがマドリードの宮廷に画家として迎え入れられる際、ベラスケスを推挙した人物である。彼は前年、フェリペ4世の国王即位と同時に宰相として権力を手中にしたばかりであった。作品は、1769年にセノン・デ・ソモデビーリャ (初代エンセナーダ侯爵) の財産が競売に付された際にカルロス3世が購入し、スペインの王室コレクションに入った。現在はマドリードのプラド美術館に所蔵されている。

## 作品
騎馬肖像は本来、王家の人物の肖像形式である。王家以外の人物が騎馬肖像で描かれた先例は、ルーベンスによる『レルマ公騎馬像』(プラド美術館) が挙げられるが、本作でオリバーレス伯公爵は、ルバード (棹立ち) という統御困難な姿勢の馬にまたがるところが表現されている。このような騎馬姿は、ベラスケスがブエン・レティーロ宮殿 (おそらく宮殿の造営そのものがオリバーレス伯公爵の考えであった) の「諸王国の間」のために描いた『フェリペ4世騎馬像』(プラド美術館) に見られるように、特に政治・軍事の最高権力者である王にのみ許されたものであった。いずれにしても、オリバーレス伯公爵は『フェリペ4世騎馬像』に鼓舞されて、本作をベラスケスに依頼したと思われる。
公爵の馬は戦場の方向、画面斜め奥に身体を向けており、それに対して馬上の公爵は振り返って顔を鑑賞者の方に向けている。これは侯爵の恵まれていない身体を隠すための構図であると同時に、作品に力強さと動きを与えている。『フェリペ4世騎馬像』に見られる厳粛さとは対照的である。このような例外的なスタイルで描かれ、威厳と尊大さに満ちている本作は、オリバーレス伯公爵の権力を物語っている。実際に、公爵は、フェリペ4世がわずか16歳で即位した1622年からフェリペ4世の宰相として1643年までスペイン帝国の政治を牛耳ったのである。本作の背景は、1638年秋のフエンテラビアの戦場 (スペイン軍がフランス軍に勝利した) だという説があるが確証はない。
乗馬の名手として知られ、スペイン騎馬隊の総隊長であった公爵は皇太子養育係でもあり、ベラスケスが制作した『乗馬学校のバルタサール・カルロス皇太子』の背景にも姿を現わしている。また、公爵はベラスケスが描いた肖像画にも単独で表され、それらはサンパウロ美術館、アメリカ・ヒスパニック・ソサイアティー、エルミタージュ美術館に所蔵されている。公爵の姿は、フアン・バウティスタ・マイーノが描いた『バイーアの奪還』の右手背後にあるタピスリーにも描かれている。

## 関連作品

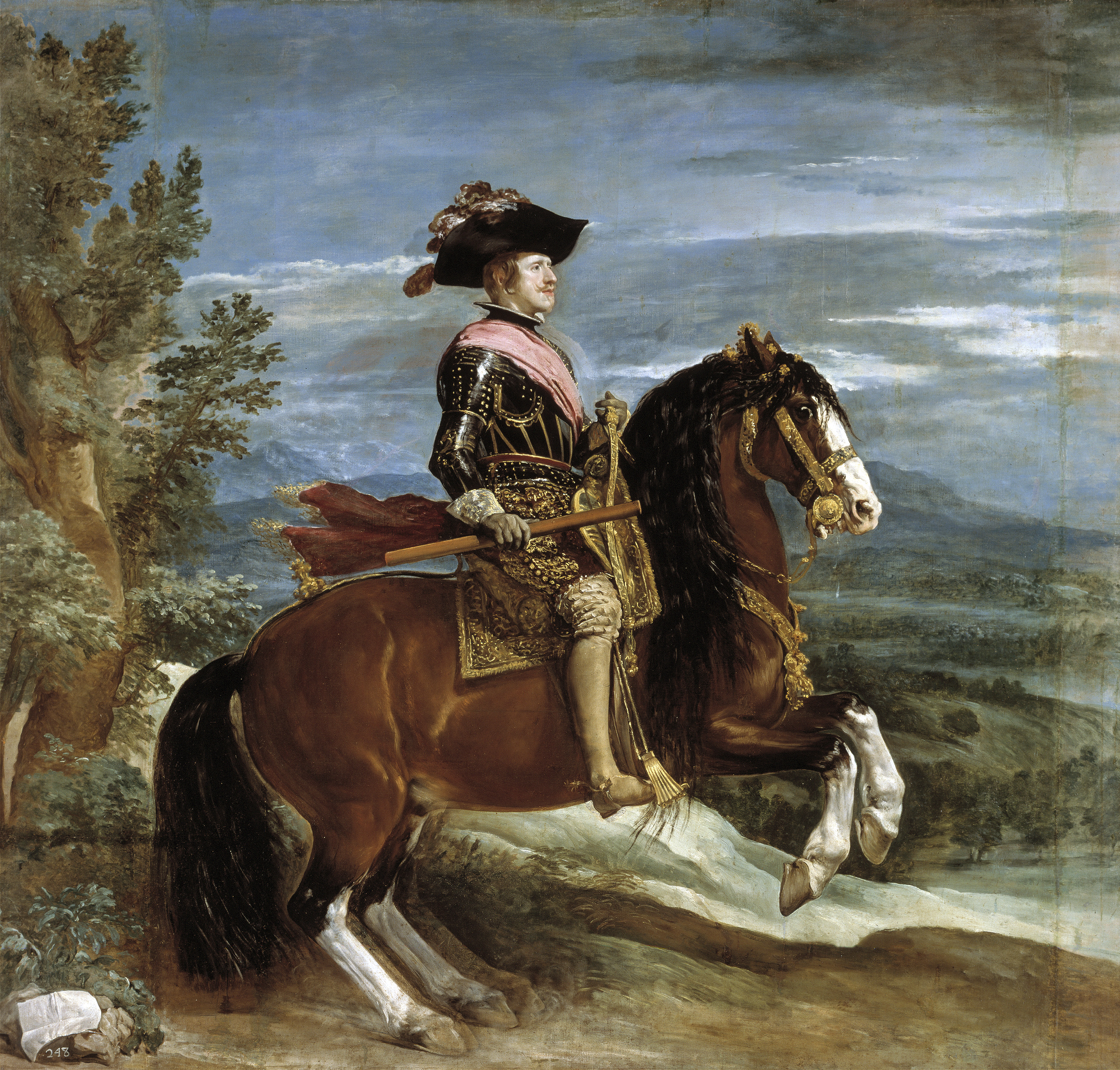
ディエゴ・ベラスケス『フェリペ4世騎馬像』(1635年ごろ)、プラド美術館
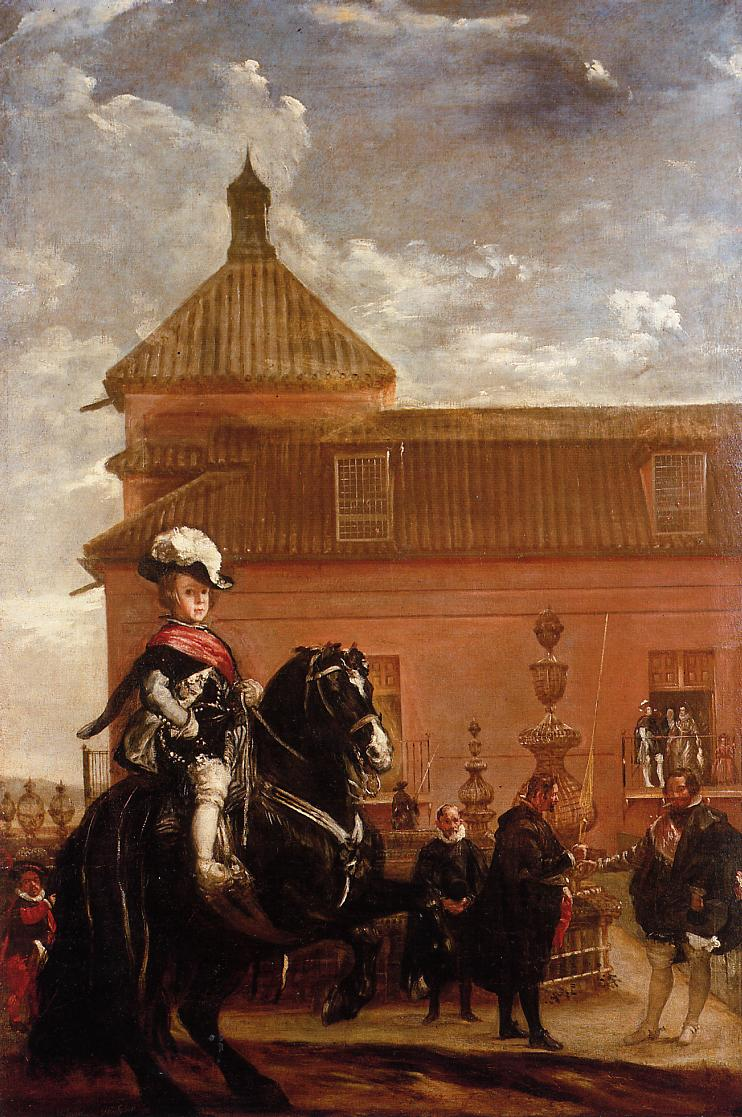
ディエゴ・ベラスケス『乗馬学校のバルタサール・カルロス皇太子（英語版）』(1636年ごろ)、ナショナル・ギャラリー (ロンドン) に寄託
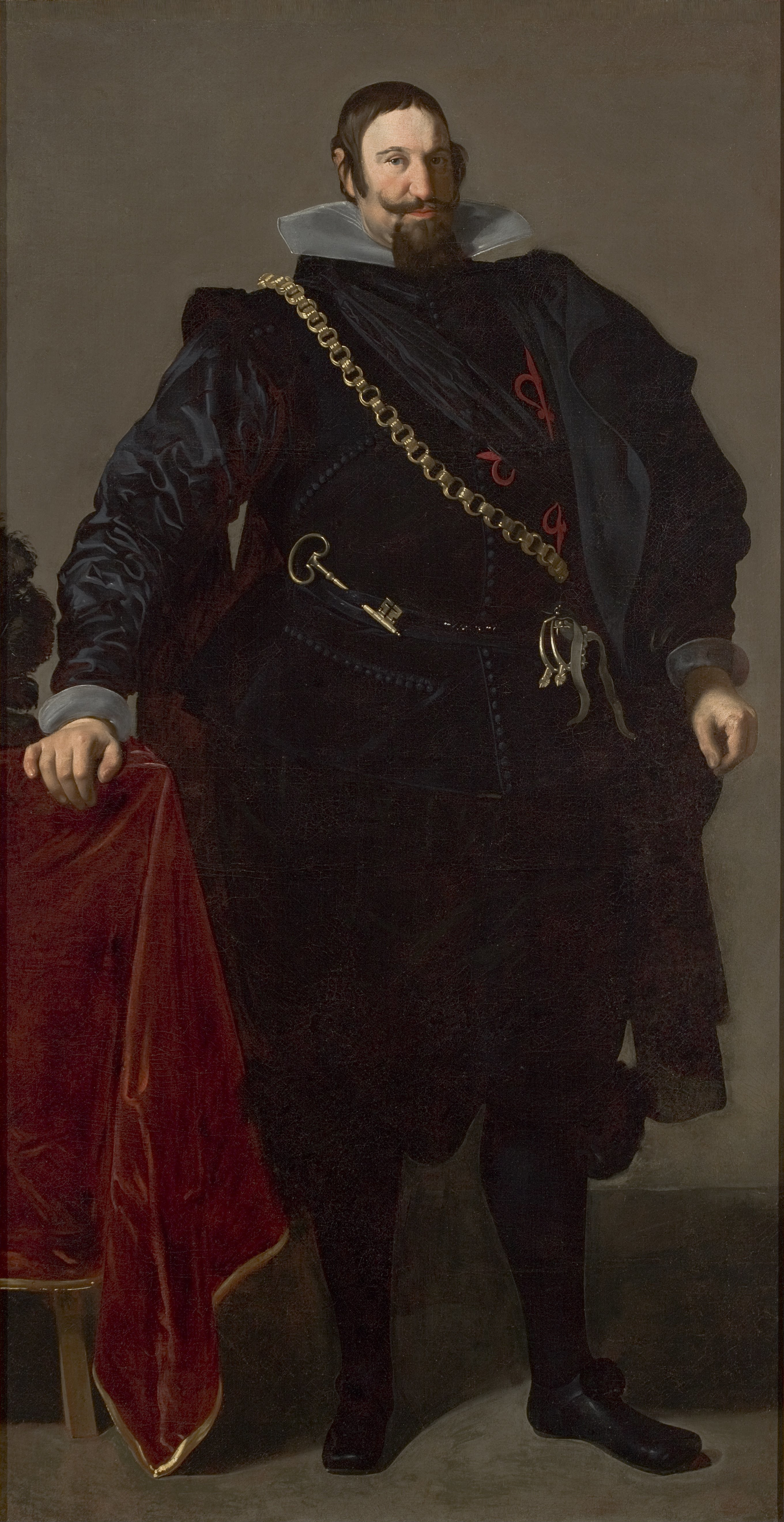
ディエゴ・ベラスケス『オリバーレス伯公爵の肖像（英語版）』 (1624年)、サンパウロ美術館
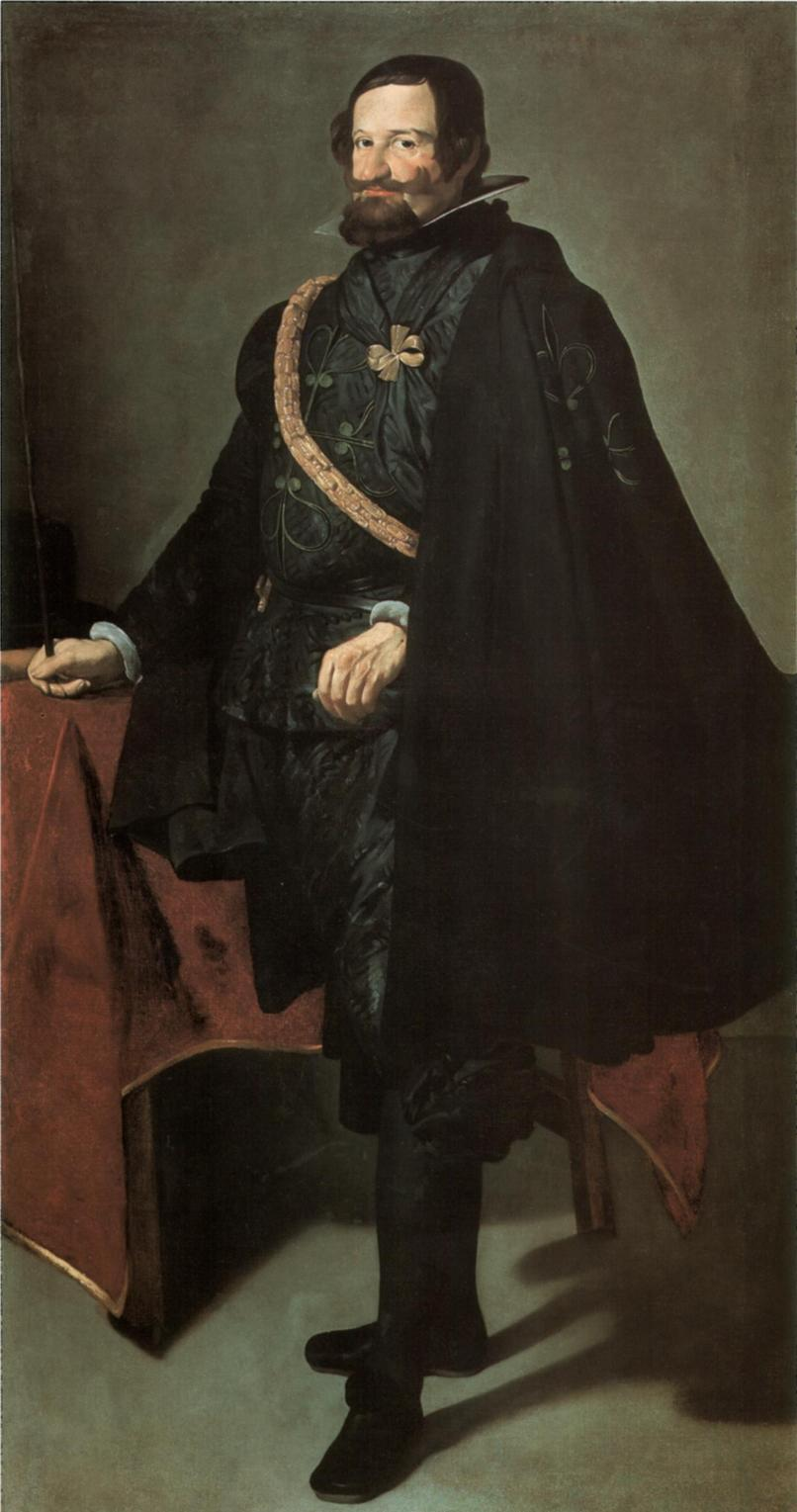
ディエゴ・ベラスケス『オリバーレス伯公爵の肖像（スペイン語版）』 (1625年ごろ)、アメリカ・ヒスパニック・ソサイアティー（英語版）、ニューヨーク
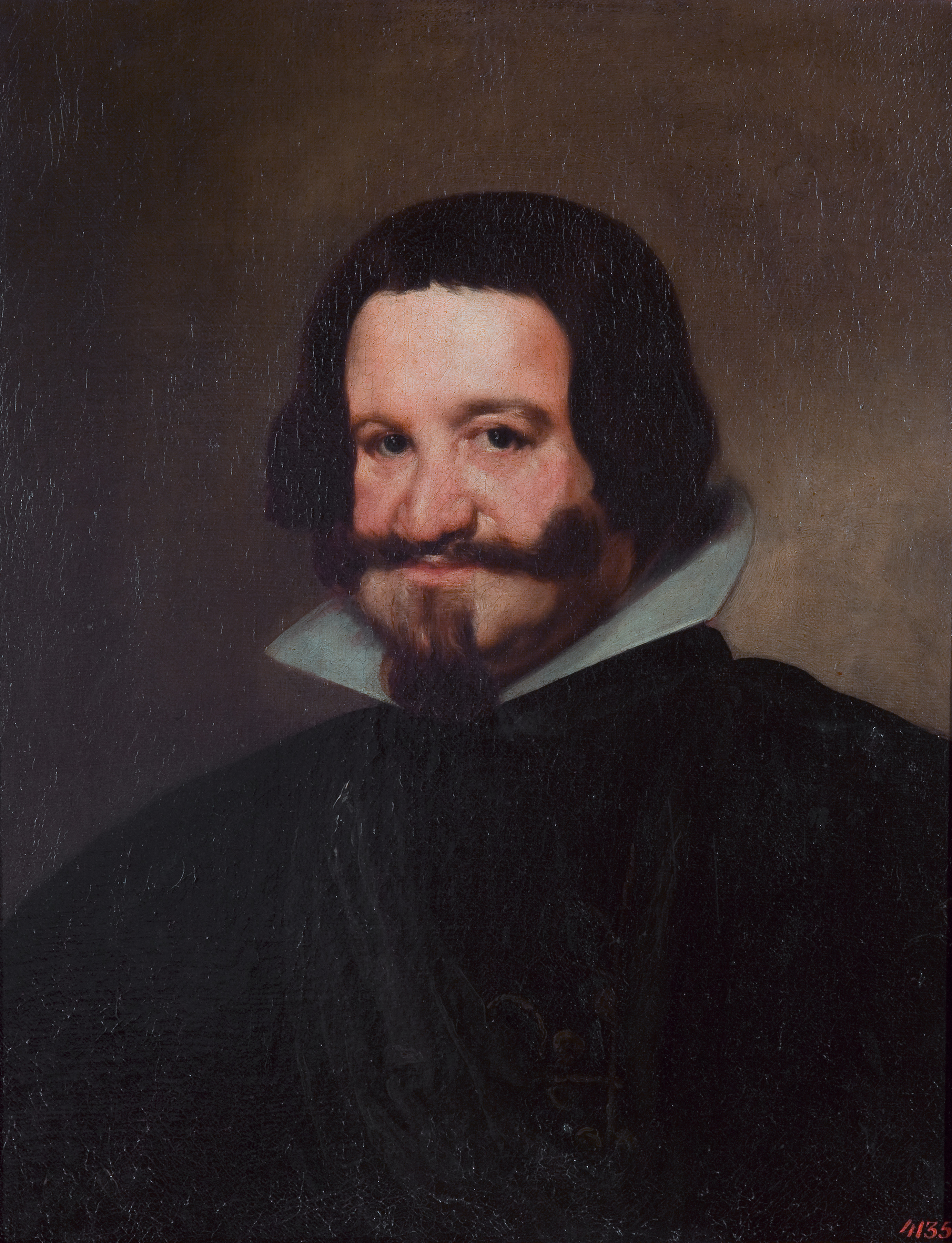
ディエゴ・ベラスケス『オリバーレス伯公爵の肖像』 (1638年ごろ)、エルミタージュ美術館、サンクトペテルブルク
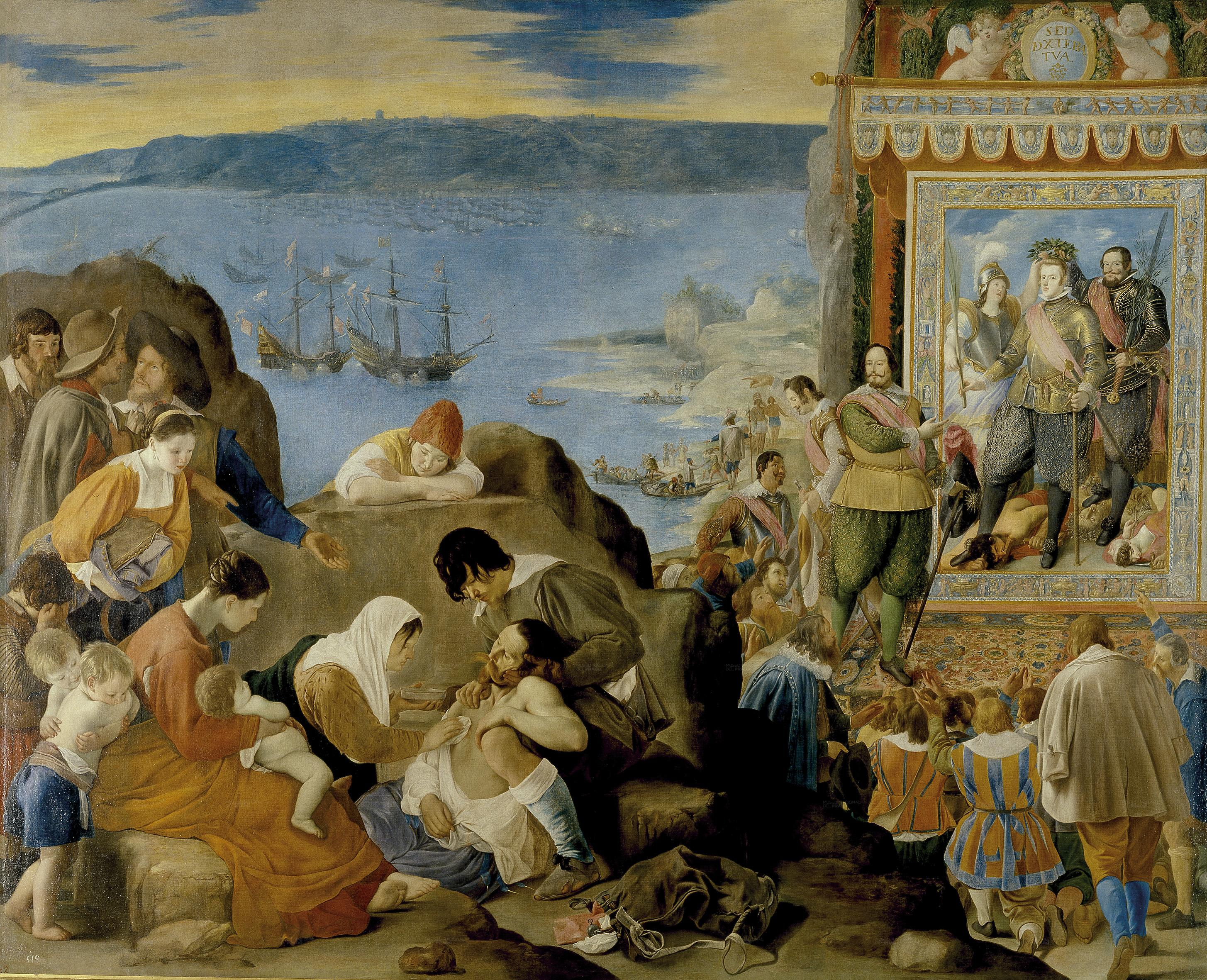
フアン・バウティスタ・マイーノ (1634-1635年)、『バイーアの奪還（スペイン語版）』、プラド美術館
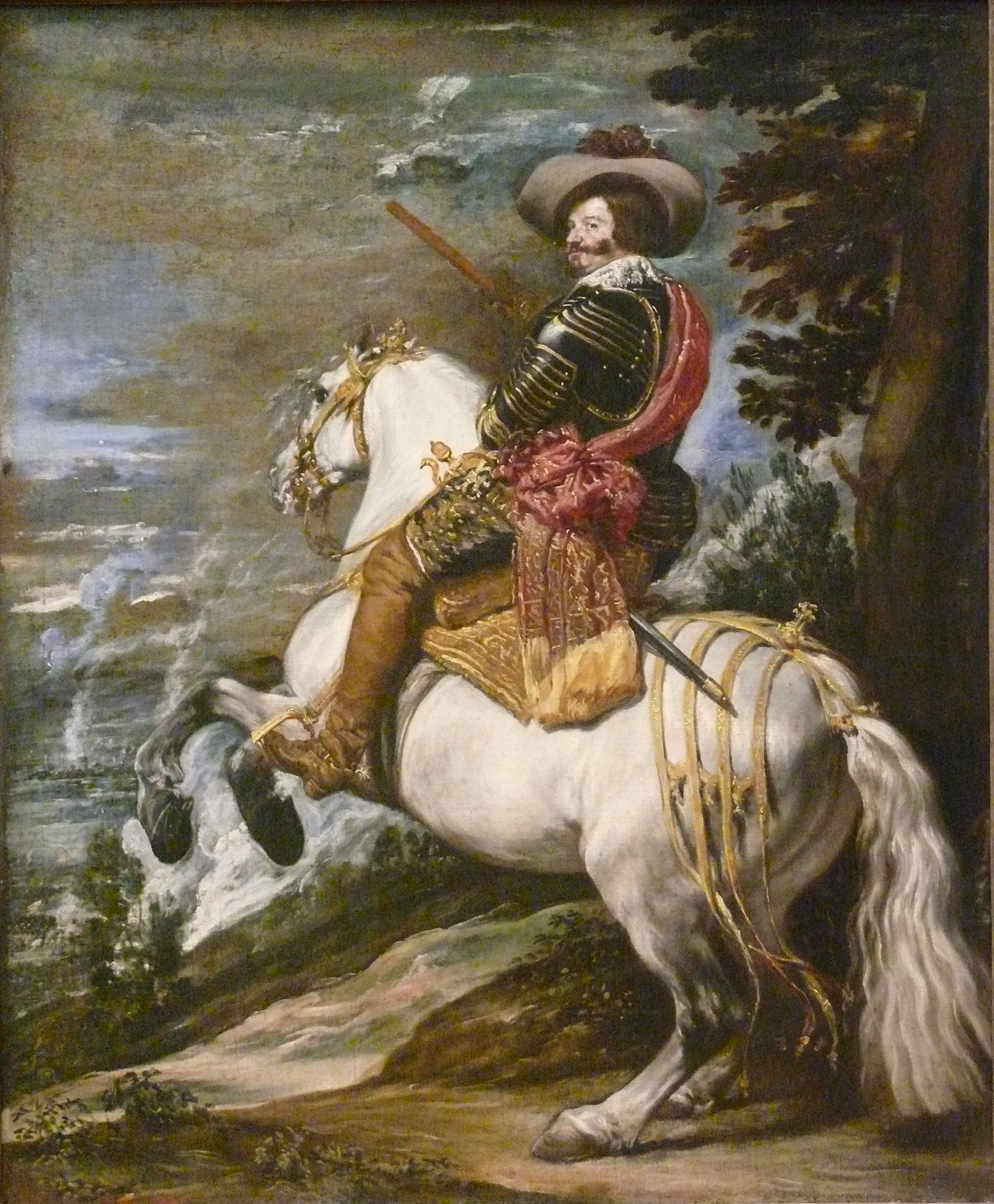
フアン・バウティスタ・マルティネス・デル・マーソ (1636年ごろ、または以降)、『オリバーレス伯公爵ガスパール・デ・グスマン』、プラド美術館